# Amanda Overmyer
Amanda Lindsay Overmyer (Little Rock, Arkansas, 26 de octubre de 1984) es una cantante y compositora estadounidense, conocida por su participación en la séptima temporada de American Idol, en la cual terminó en el puesto once.

## Biografía
Overmyer nació en Little Rock, Arkansas, en 1984, su padre servía en la Fuerza Aérea de los Estados Unidos. Overmyer y su familia se mudaron de nuevo a Indiana, donde creció en Camden, y asistió a Delphi Community High School en Delphi. Recibió un grado de enfermería en Ivy Tech Community College, y es una especialista en atención de la salud sobre todo en problemas respiratorios.
El 24 de mayo de 2008 Overmyer encabezó el show Women of Rock en el Whisky A Go Go en West Hollywood, California. Debutó 4 canciones originales, "Play On", "Fail to Compromise", "Fight Like A Son", y "Love Me Like You Want."
El 10 de diciembre de 2008, Overmyer lanzó su álbum debut "Solidify". "Play On" fue el primer single del álbum y está dedicada a su esposo. El álbum está disponible para su descarga digital en su sitio web, así como en iTunes, Amazon, Tradebit, Napster y Rhapsody. El álbum fue producido por el productor Rocco Guarino en Los Ángeles.

## American Idol
Ella hizo la audición para la séptima temporada de American Idol en el Georgia Dome de Atlanta en agosto de 2007. Terminó en el puesto once en la temporada 7 la competencia.

## Discografía

### Álbumes de estudio
- 2008: Solidify

### Singles
- 2008: Play On
- 2009: Love Me Like You Want